# Eră (geologie)

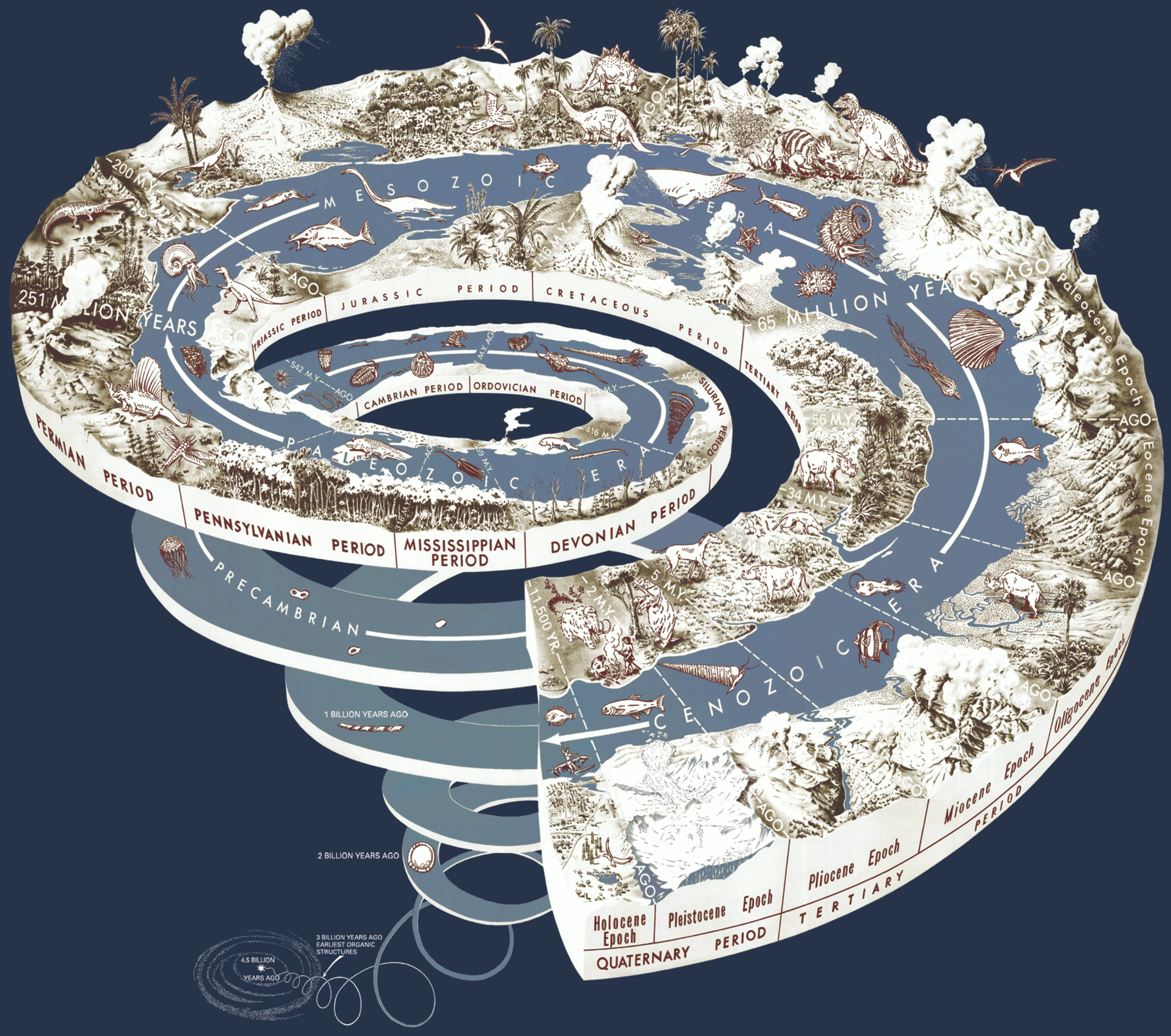
Spirala timpului geologic

O eră geologică este o subdiviziune a timpului geologic care împarte eonul în unități de timp mai mici. Eonul Fanerozoic se împarte în 3 astfel de unități de timp:  Paleozoic, Mezozoic și Cenozoic, reprezentând etape majore în înregistrările de fosile macroscopice. Aceste ere sunt separate de granițe ale extincțiilor catastrofice: granița Extincției Permian-Triasic între Paleozoic și Mezozoic și granița Extincției Cretacic–Paleogen între Mezozoic și Cenozoic. Există dovezi că impacte catastrofale ale meteoriților au jucat un rol în delimitarea diferențelor dintre epoci.
Eonurile Hadean, Arhaic și Proterozoic au fost în ansamblu numite anterior Precambrian.  Acesta a acoperit cei patru miliarde de ani de istorie a Pământului, înainte de apariția animalelor cu cochilie dură. Mai recent, totuși, eonurile au fost subdivizate în ere proprii.
Erele geologice sunt subdivizate la rândul lor în perioade geologice.

## Lista erelor geologice în istoria Pământului
| Eon                | Eră                      | Timp                                            |
| ------------------ | ------------------------ | ----------------------------------------------- |
| Fanerozoic         | Cenozoic                 | 66 milioane de ani în urmă - prezent            |
| Fanerozoic         | Mezozoic                 | 251,902 - 66 milioane de ani în urmă            |
| Fanerozoic         | Paleozoic                | 541 - 251,902 milioane de ani în urmă           |
| Proterozoic        | Neoproterozoic           | 1.000 - 541 milioane de ani în urmă             |
| Proterozoic        | Mesoproterozoic          | 1.600 - 1.000 milioane de ani în urmă           |
| Proterozoic        | Paleoproterozoic         | 2.500 - 1.600 milioane de ani în urmă           |
| Arhaic             | Neoarhaic                | 2.800 - 2.500 milioane de ani în urmă           |
| Arhaic             | Mezoarhaic               | 3.200 - 2.800 milioane de ani în urmă           |
| Arhaic             | Paleoarhaic              | 3.600 - 3.200 milioane de ani în urmă           |
| Arhaic             | Eoarhaic                 | 4.000 - 3.600 milioane de ani în urmă           |
| Hadean (neoficial) | oficial nedivizat în ere | Formarea Terrei - 4.000 milioane de ani în urmă |